# Eupithecia deprima
Eupithecia deprima är en fjärilsart som beskrevs av András Vojnits 1974. Eupithecia deprima ingår i släktet Eupithecia och familjen mätare. Inga underarter finns listade i Catalogue of Life.